# Kladogenese
Als Kladogenese oder Stammesverzweigung bezeichnet man in der Biologie einen Prozess im Verlauf der Phylogenese, bei dem eine „Stammart“, das heißt evolutionäre Linie, sich in verschiedene Schwesterarten aufspaltet (Divergenz) und dadurch in der Regel zwei (oder mehr) neue evolutionäre Linien („synchrone“ Artbildung) entstehen. Im Gegensatz zur Anagenese erhöht sich bei der Kladogenese die Artenzahl und damit die Biodiversität.